# Église Saint-Jean-Baptiste de Mouguerre (bourg)
L'église Saint-Jean-Baptiste de Mouguerre (bourg) est une église de style labourdin située à Mouguerre dans les Pyrénées-Atlantiques. Dédiée à saint Jean le Baptiste, elle dépend du diocèse de Bayonne, Lescar et Oloron et appartient à la paroisse Saint-Pierre de Nive-Adour.
Située dans au bourg, elle est placée sous le même vocable que l'église de Mouguerre Elizaberry : l'église Saint-Jean-Baptiste de Mouguerre Elizaberry.

## Histoire
Construite au XVIIe siècle, l'église paroissiale a été remaniée deux fois : dans un premier temps en 1769 puis en 1825.
Le porche et le fronton datent du XIXe siècle. Le portail d'entrée daté 1769 à la clef de son arc porte également la date de 1825 sur un des claveaux. Cette deuxième date rapportée semble correspondre à la construction postérieure du porche sous appentis à l'avant de l'église.
Depuis septembre 2024, des travaux de restauration ont débuté pour remettre en état l'église, en particulier sa charpente bois, les galeries et tribunes intérieures mais aussi le clocher.

## Architecture

### Architecture extérieure
L'édifice se compose d'un clocher-mur découvert et chantourné, avec abat-son extérieur supporté par cinq consoles à trois ressauts. Chaque console est ornée d'une tête humaine sculptée. Sur le parvis de l'église, se trouvent des stèles discoïdales ainsi qu'une statue de Jean le Baptiste. Sur le côté droit de l'édifice se situe le cimetière composé d'un calvaire et de stèles discoïdales.

### Architecture intérieure
Édifice à nef unique, son intérieur se distingue par deux étages de tribunes en bois, ou galeries, qui sont typiques de l'architecture basque. Ces galeries sont accessibles par des escaliers à volée droite en bois.
Le niveau du chœur est exhaussé par la présence d'une sacristie en soubassement.

## L'intérieur de l'église

### Le retable
Le retable de style baroque dispose en son centre d'une peinture illustrant le baptême de Jésus par Jean le Baptiste dans le Jourdain. De chaque côté du tableau se trouvent les statues de saint Paul à droite et de saint Pierre à gauche. Dans la partie supérieure, une colombe symbolisant l'Esprit Saint est représentée, ainsi qu'une figure de Dieu le Père tenant un orbe crucigère.

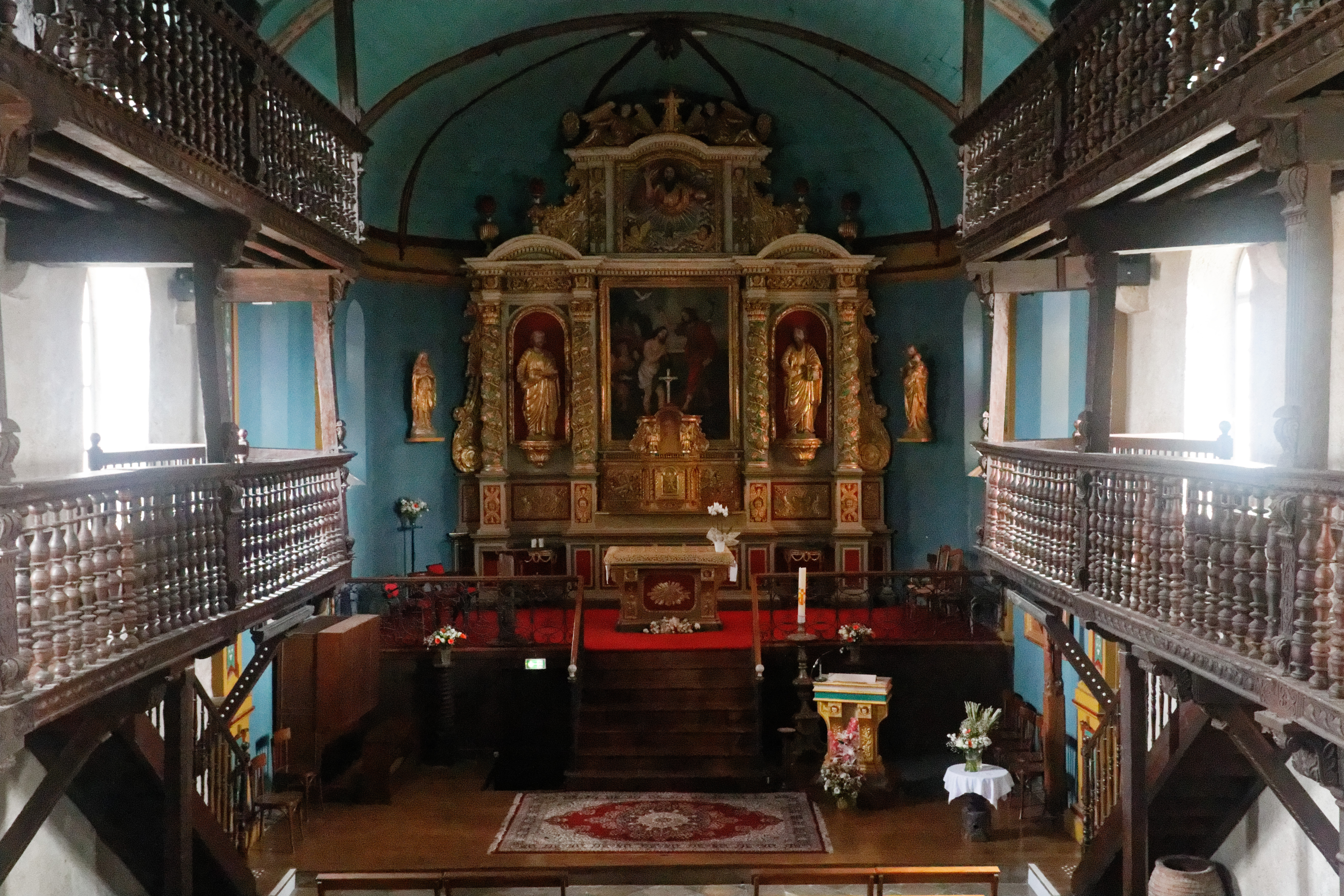
L'intérieur de l'Église Saint-Jean Baptiste

### L'autel
L'autel recouvert de couleur dorée comporte une représentation de l'Agneau pascal.

### Les autres œuvres décoratives

#### Les statues
De part et d'autre du retable se trouvent les statues de la Vierge Marie sur le côté gauche et de Joseph à droite, portant l'Enfant Jésus.

#### Le tableau du martyre de saint Jean l'Évangéliste
Sur le côté droit chœur se trouve une peinture représentant le martyre de saint Jean l'Évangéliste, plongé dans un bain d'huile bouillante à Rome par l'empereur Domitien.

#### Les vitraux
Quatre vitraux représentent l'Immaculée Conception, saint Isidore, saint Joseph et Élisabeth de Hongrie.

## Protection et label
L'église est inscrite aux monuments historiques par arrêté du 29 décembre 1978.